# Tower (zespół muzyczny)
Tower – polska grupa muzyczna wykonująca ciężką odmianę rocka i metalu (dawna nazwa Gothic Flowers). 
Za miasta macierzyste zespołu uważa się Lidzbark Warmiński i Dobre Miasto, z których pochodzą członkowie grupy. Zespół powstał w 1994. Ma na koncie 2 oficjalne albumy. Trzecia, nieoficjalna produkcja Raven stanowi kontynuację idei zespołu - dążenia do spotęgowania brzmienia i drapieżności. Raven, nagrany został już po rozpadzie zespołu, przez Piotra Kollecka - założyciela i wokalistę, oraz gościnnie Leszka Rakowskiego z Vadera. 
W 2020 roku nastąpiła reaktywacja zespołu. We współpracy z rosyjską wytwórnią GS Productions doszło do wznowienia płyt The Swan Princess oraz Mercury, a także wydania płyty Raven. Wszystkie te trzy tytuły ukazały się w formie 6 panelowego digipaka pod tytułem Trilogy. Premiera odbyła się 3 kwietnia 2021 roku.
3 maja 2021 roku ukazała się płyta Uriel, najnowszy studyjny album zespołu Tower, który nawiązuje do korzeni zespołu, jednak z bardziej bogatą warstwą instrumentalną zawierającą elementy muzyki filmowej i industrialnej.

## Muzycy
Obecny skład zespołu
- Piotr Kolleck - gitara elektryczna, śpiew
- Liv Kari - śpiew
- Eva Ortiz - śpiew

Byli członkowie zespołu
- Mariusz Romańczuk - gitara elektryczna
- Rafał Żydonik - gitara basowa
- Mariusz "Biały" Białecki  - instrumenty perkusyjne
- Dariusz Ejsymont - instrumenty klawiszowe

- Magdalena Drozdowska - altówka, śpiew
- Marion - śpiew

## Dyskografia
- 1995 Dreams (Demo)
- 1996 The Edge of Heaven (Demo)
- 1998 The Swan Princess (CD Metal Mind )
- 1999 Mercury (CD Metal Mind )
- 2021 Raven (CD)
- 2021 Uriel (CD)
- 2022 Hope (CD)